# Jewgienij Bertels
Jewgienij Eduardowicz Bertels (ros. Евгений Эдуардович Бертельс, ur. 13 grudnia?/25 grudnia 1890 w Petersburgu, zm. 7 października 1957 w Moskwie) – radziecki orientalista (iranista i turkolog), członek korespondent Akademii Nauk ZSRR.

## Życiorys
W 1914 ukończył studia na Wydziale Prawnym Uniwersytetu Piotrogrodzkiego, a w 1920 na Wydziale Języków Wschodnich (katedra języka irańskiego) na tym uniwersytecie. Pracował w Muzeum Azjatyckim Akademii Nauk ZSRR (późniejszy Leningradzki Oddział Instytutu Orientalistyki), w 1928 został profesorem Leningradzkiego Uniwersytetu Państwowego. Trzykrotnie (w 1922, w 1925 i w 1941) był aresztowany pod zarzutem szpiegostwa na rzecz Francji i Niemiec. Po drugim aresztowaniu został zmuszony do współpracy z OGPU, pisał donosy na kolegów, które stały się potem podstawą represji wobec nich. Zajmował się historią islamu (w tym sufizmu) i literaturą państw Bliskiego Wschodu, dziejami bahaizmu, gramatyką, fonetyką i pismem języka perskiego i języka paszto, twórczością Nizamiego, Ferdousiego, Dżamiego i Nawojego. W 1939 został członkiem korespondentem Akademii Nauk ZSRR, w 1944 członkiem korespondentem Irańskiej Akademii Nauk, w 1951 członkiem korespondentem Turkmeńskiej Akademii Nauk, a w 1955 członkiem korespondentem Arabskiej Akademii Nauk w Damaszku. W 1948 otrzymał Nagrodę Stalinowską II klasy. Był odznaczony Orderem Lenina, Orderem Czerwonego Sztandaru Pracy i medalem. Został pochowany na Cmentarzu Nowodziewiczym.